# بهار شروانی
میرزا نصرالله بهار شروانی (۱۸۳۵م، شاماخی، جمهوری آذربایجان - ۱۸۸۳م، تبریز) شاعر و نویسنده مشهور آذربایجانی بود.
او در یک خانواده متمول در شاماخی به دنیا آمده و در آنجا تحصیل را آغاز کرد. پس از وفات پدرش مدتی به تجارت روی آورد. چند سال بعد به ایران رفت و مدتی در شیراز، ری و توس زندگی کرد در نهایت به تبریز آمده و تا پایان عمر خود در آنجا ماند. وی در سال ۱۳۰۰ در تبریز وفات یافت و در قبرستان محله سرخاب به خاک سپرده شد.
آثار وی عمدتاً به دو زبان ترکی و فارسی نوشته‌شده‌اند اما متأسفانه بخش اندکی از آنها باقی‌مانده‌است. دو مثنوی به نام‌های «تحفةالعراقین» و «نرگس و گل» از آثار اوست.